# Idaea comosa
Idaea comosa là một loài bướm đêm trong họ Geometridae.